# 何纪争
何纪争（1940年—2020年1月25日），男，满族，北京人，中国国画家，一级美术师，西安长安画院副院长。

## 生平
1940年生于北京。是长安画派创始人之一何海霞之子。自幼随父学习国画，师从赵望云、石鲁等国画大师。毕业于陕西省美术家协会国画创作研究室及中央美术学院。1964年作品《硕果丰收》入选全国美术作品展览。1987年为人民大会堂作画。1995年赴台湾举办“家族画展”。1999年参加“庆澳门回归全国中国画邀请展”获优秀奖。2005年荣获第五届当代中国山水画展获特等金奖。主要画作有《高原新绿》《山居小景》《群峰竞秀》《北国风光》《黄天厚土》等。出版有《何纪争、曹湘秦山水画专辑》《中国画名家作品精选·何纪争作品集》《何纪争写意山水》等作品集。
2020年1月25日上午11时5分在西安逝世，享年82岁。